# Goswin Nickel
Goswin Nickel, né le 1er mai 1584 à Koslar, en duché de Juliers et décédé le 31 juillet 1664 à Rome, est un prêtre jésuite allemand et professeur de philosophie. Doué pour le gouvernement religieux il est plusieurs fois supérieur local, puis provincial des Jésuites d'Allemagne. Le 17 mars 1652 il est élu le 10e Supérieur général de la Compagnie de Jésus, une semaine après la mort de son prédécesseur, Alessandro Gottifredi. 

## Formation
Fils de Jean Nickel, maire de la ville de Juliers, Goswin étudie à l'école de sa ville natale avant d'obtenir le diplôme de maître ès arts au collège jésuite de Cologne. Il entre dans la Compagnie de Jésus à Trèves, en 1604. Il enseigne au collège de Paderborn et fait la théologie (1611-1615) à Mayence où il est ordonné prêtre le 28 octobre 1614.

## Carrière
Nickel est envoyé à Cologne pour y enseigner la philosophie (1615-1621). Il y est également préfet des études et directeur de l'internat.
Ses qualités comme homme de gouvernement sont remarquées, car dès la fin de son 'Troisième An' (1616-1617) il est nommé supérieur de la résidence d'Aix-la-Chapelle (1621-1627) et immédiatement après, recteur du collège de Cologne (1627-1630). En 1628 il fait une première visite à Rome. En 1630 il est provincial et, à la fin de son mandat (1637), de nouveau recteur à Cologne. 
Comme provincial, en 1631, Nickel apporte son soutien à Friedrich Spee, un confrère jésuite qui, dans un livre resté célèbre (Cautio criminalis) s'élève vigoureusement contre les procès iniques, nourris de préjugés et s’appuyant sur des aveux obtenus par la torture, qui se font contre des pseudo-sorcières. Le livre est mal reçu par les autorités civiles et ecclésiastiques qui cherchent à faire condamner Friedrich Spee et obtenir son expulsion de la Compagnie de Jésus. Grâce au soutien indéfectible de Nickel, cela ne sera pas. L'influence du livre de Spee obtiendra finalement d'importants changements dans la procédure judiciaire, dont l’abandon de la torture.
De 1639 à 1643 Nickel est provincial pour la seconde fois. Dans l'entre-temps il est plusieurs fois élu délégué des jésuites d'Allemagne aux congrégation générales, à Rome. Une fois de plus à Rome pour la IXe Congrégation générale (1649) il y est choisi par le nouveau Supérieur général, Francesco Piccolomini, comme son Assistant pour l'Allemagne.
Avant sa mort (1651), Piccolomini nomme Nickel 'Vicaire général'. C'est lui qui est donc chargé d'organiser la congrégation générale de 1652 qui élira Alessandro Gottifredi comme successeur à Piccolomini. Gottiffredi meurt avant même la fin des délibérations. Une nouvelle élection a lieu et Goswin Nickel est élu Supérieur général de la Compagnie de Jésus. Il a 68 ans et est le 9e successeur de Saint Ignace de Loyola.

## Supérieur général
- Proche du pape Alexandre VII, qu’il a connu comme nonce en Allemagne, Nickel obtient de lui la permission de construire l’église du noviciat jésuite, Saint André du Quirinal.  Bernini en dessine les plans, le pape finance partiellement le projet et les travaux commencent en 1658.
- Il en obtient également la levée de certaines restrictions concernant le mandat de supérieurs (un maximum de trois ans) imposées par Innocent X. Le décret imposant des congrégations générales tous les 9 ans est cependant maintenu.
- À la demande de Christine de Suède, Nickel (alors encore vicaire général) lui envoie deux jésuites (fin de l’année 1651) pour l’instruire dans la religion catholique à laquelle elle souhaite se convertir. Devenu Supérieur général Nickel reste en contact avec la reine de Suède, qui abandonnera son trône en 1654 pour devenir catholique.
- En 1653 Nickel écrit une importante lettre sur l’Amour de la pauvreté parfaite’ dans la Compagnie. Il corrige une tendance à se préoccuper davantage des riches et des gens influents et insiste sur la nécessité de s’occuper de tous et de recevoir les candidats à la Compagnie qui se présentent, même si les ressources matérielles manquent. En ce qui le concerne il refuse toute célébration à l’occasion de ses 50 ans de vie religieuse (1654).
- Une autre lettre (1656) met en garde contre un esprit nationaliste qui se répand dans la Compagnie.
- En 1656 apparaissent en France les Lettres Provinciales de Blaise Pascal, exacerbant la querelle avec les jansénistes. Déjà deux ans auparavant (1654) Nickel s’était plaint dans une lettre aux provinciaux du laxisme des censeurs de livres officiels de la Compagnie. Dans cette querelle il maintient une ligne prudente mais ferme : « Que rien ne soit changé aux dispositions prises par mon prédécesseur » (20 avril 1658).
- Les temps sont très difficiles en Pologne. Le pays est envahi par les armées suédoises (en 1626 et 1647) et plus tard par les cosaques russes, dont la campagne est également une croisade anti-catholique. Les collèges jésuites subissent des pertes considérables. Plusieurs sont pillés (Przemysl, Sandomircz) et incendiés (Brest). L’éducation est totalement désorganisée. Le 4 décembre 1655 Nickel écrit aux provinciaux européens leur demandant d’accueillir les jésuites polonais en exil. En 1657 Saint André Bobola qui a un certain succès dans le rapprochement entre orthodoxes et catholiques (union de Brest de 1596) est victime de l’anticatholicisme des cosaques.
- Durant le généralat de Nickel 28 jésuites meurent de mort violente, aussi bien en Europe qu'en pays de mission (Japon, Canada, Philippines, Éthiopie, etc.). Un plus grand nombre encore meurt au service des pestiférés : 186 dans l’ensemble de l’Europe, dont 100 en Italie et en Sardaigne.

## Fin de son généralat
- Au temps de Nickel la Compagnie compte environ 15000 jésuites repartis en 35 provinces. Plus d’un millier d'entre eux travaillent dans les pays de mission, dont 351 en Europe (pays protestants), 224 en Amérique latine (colonies espagnoles et portugaises), 98 en Inde, 44 au Japon, 28 aux Philippines, etc.  Les lettres de missionnaires et l’expérience d’Alexandre de Rhodes (revenu en Europe en 1649) soulèvent l’enthousiasme. De nombreux jeunes jésuites demandent à être envoyés outremer.

- Le généralat de Nickel ne dure que 9 ans. En 1660  - il a 76 ans - il est victime d’une attaque cérébrale. L'année suivante il obtient, avec l'accord du pape, que la XIe Congrégation générale lui donne un vicaire-général avec droit de succession: Giovanni Paolo Oliva est élu. Les trois dernières années sont de plus en plus difficiles: des attaques fréquentes et une paralysie grandissante le diminuent beaucoup. Nickel meurt le jour de la fête de Saint Ignace, le 31 juillet 1664.